# Michael Goolaerts
Michael Goolaerts, né le 24 juillet 1994 à Lierre et mort le 8 avril 2018 à Lille, est un coureur cycliste belge.

## Biographie

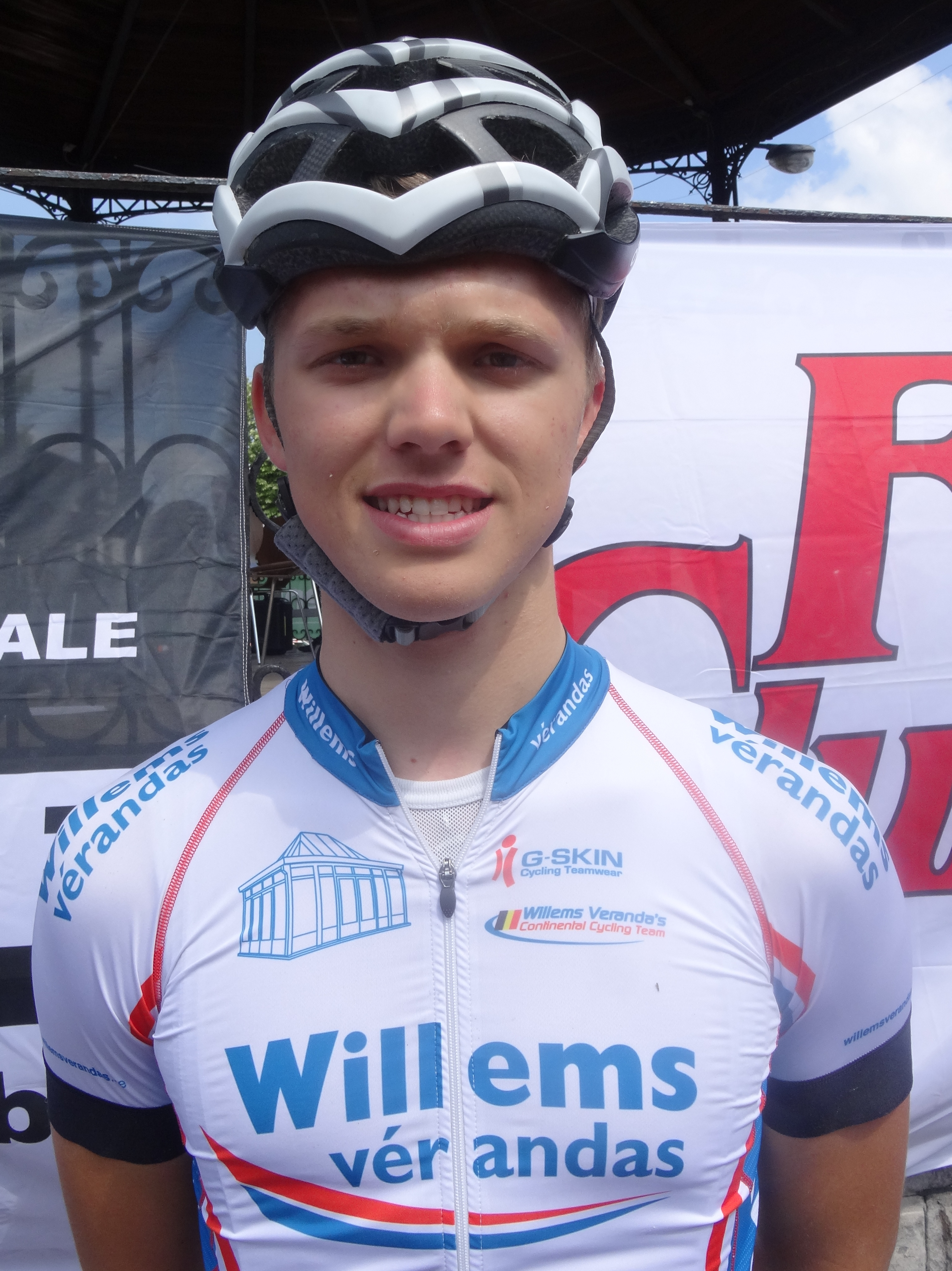
Michael Goolaerts lors du départ du Grand Prix Criquielion 2014 à Boussu.

Membre du Balen Bicycle Club, Michael Goolaerts remporte le championnat de la province sur route en catégorie débutants (15/16 ans) en 2010, et en contre-la-montre en catégorie junior en 2011. En 2012, il est champion de Belgique de poursuite par équipes et de vitesse par équipes juniors.
En 2013, il est membre de l'équipe Ovyta-Eijssen-Acrog et stagiaire dans l'équipe continentale Verandas Willems en fin de saison. Il intègre cette équipe en 2014. Il est ensuite engagé par Lotto-Soudal U23, équipe formatrice liée à l'équipe World Tour Lotto-Soudal. Il y passe deux saisons et est stagiaire de l'équipe professionnelle en fin de saison 2016. Cette année-là, il remporte Bruxelles-Zepperen, une étape du Tour du Loir-et-Cher ainsi que le Grand Prix Jules Van Hevel.
Il passe finalement professionnel dans l'équipe Verandas Willems-Crelan en 2017. Il connaît une première année qu'il juge « catastrophique » : « j'éprouvais des difficultés pour me placer. Quand cela devenait dangereux, je préférais me retirer. » En 2018, il est désigné « poisson-pilote » du sprinteur de l'équipe, Aidis Kruopis. Au mois de mars, il termine neuvième de la course belge À travers la Flandre-Occidentale-Johan Museeuw Classique remportée par le Français Rémi Cavagna.
Le 8 avril 2018, alors qu'il participe à son premier Paris-Roubaix, il est retrouvé inconscient vers 14 heures au niveau du secteur de Viesly après une chute et en arrêt cardio-respiratoire. Réanimé par le SMUR, il est héliporté vers le CHRU de Lille dans un état grave. Il meurt d'un arrêt cardiaque le soir même à 22 h 40.
Le 10 juin 2018, le secteur pavé reliant Briastre à Viesly est renommé secteur pavé Michael Goolaerts pour lui rendre hommage.

## Palmarès et résultats

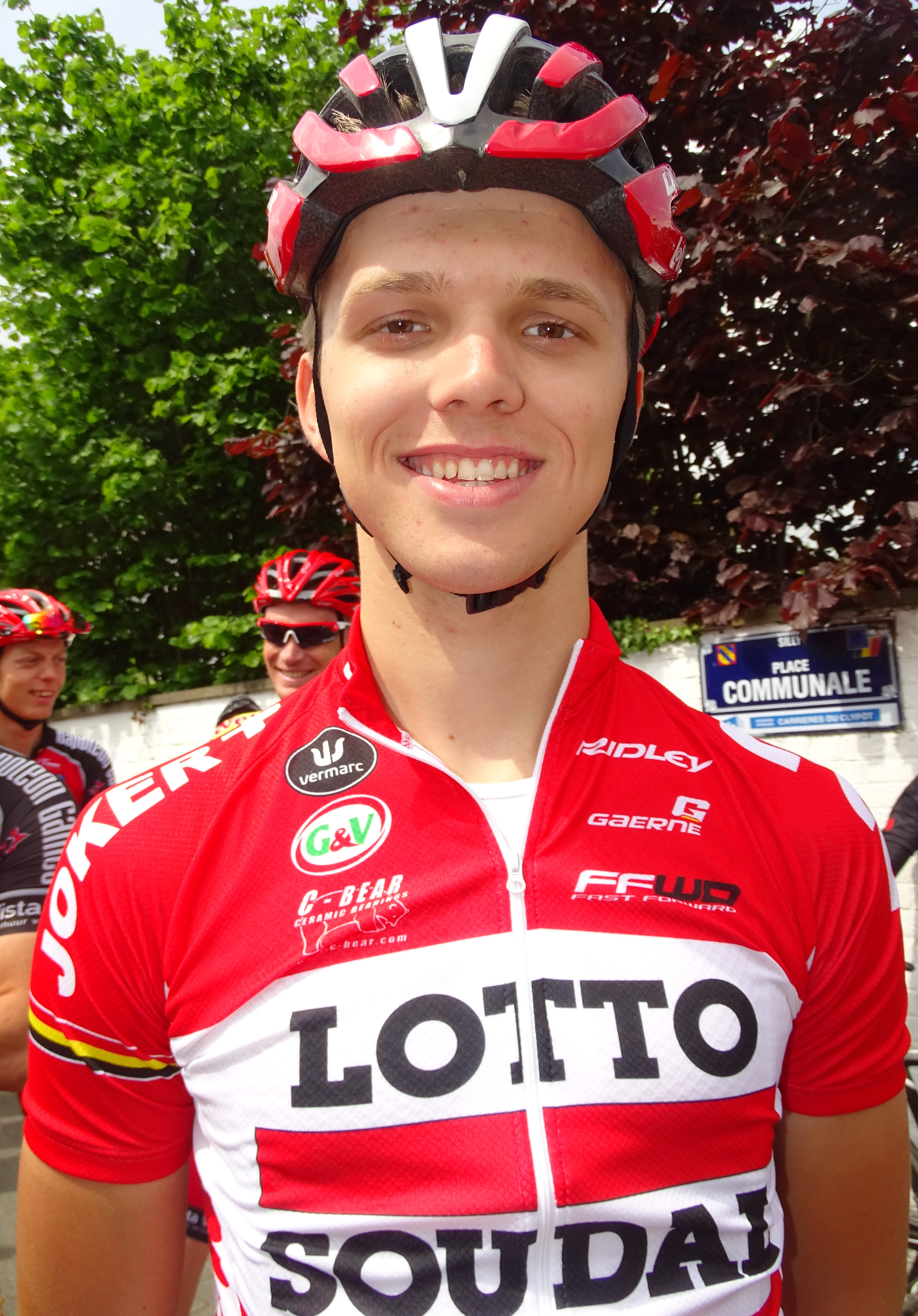
Michael Goolaerts lors du départ du Grand Prix Criquielion 2015 à Silly.

### Palmarès sur route
- 2010[7]
  - Champion de la province d'Anvers sur route débutants
  - 2e étape du Tour de Himmelfart débutants
- 2011
  - Champion de la province d'Anvers du contre-la-montre juniors
  - 2e du championnat de Belgique du contre-la-montre juniors
- 2012
  - 2e du championnat de la province d'Anvers du contre-la-montre juniors
- 2013
  - 3e du championnat de la province d'Anvers du contre-la-montre espoirs
- 2014
  - 2e de la Zuidkempense Pijl
  - 3e du championnat de la province d'Anvers du contre-la-montre espoirs
- 2015
  - Grand Prix de Blangy-sur-Bresle
- 2016
  -  Champion de Belgique du contre-la-montre par équipes
  - Bruxelles-Zepperen
  - 1re étape du Tour du Loir-et-Cher
  - Grand Prix Jules Van Hevel
  - 2e du championnat de la province d'Anvers du contre-la-montre espoirs

### Classements mondiaux
| Année           | 2014 | 2015 | 2016 | 2017   |
| --------------- | ---- | ---- | ---- | ------ |
| UCI Europe Tour | 914e | 717e | 871e | 1 794e |

### Palmarès sur piste
- 2011
  - 2e du championnat de Belgique de poursuite par équipes juniors
  - 2e du championnat de Belgique de vitesse par équipes juniors
- 2012
  -  Champion de Belgique de poursuite par équipes juniors (avec Laurent Wernimont, Jonas Rickaert et Aimé De Gendt)
  -  Champion de Belgique de vitesse par équipes juniors (avec Laurent Wernimont et Aimé De Gendt)